# ConventionCamp

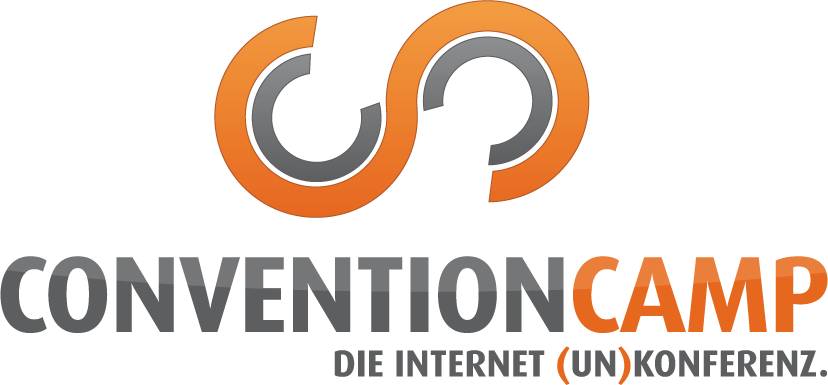
Logo des ConventionCamp

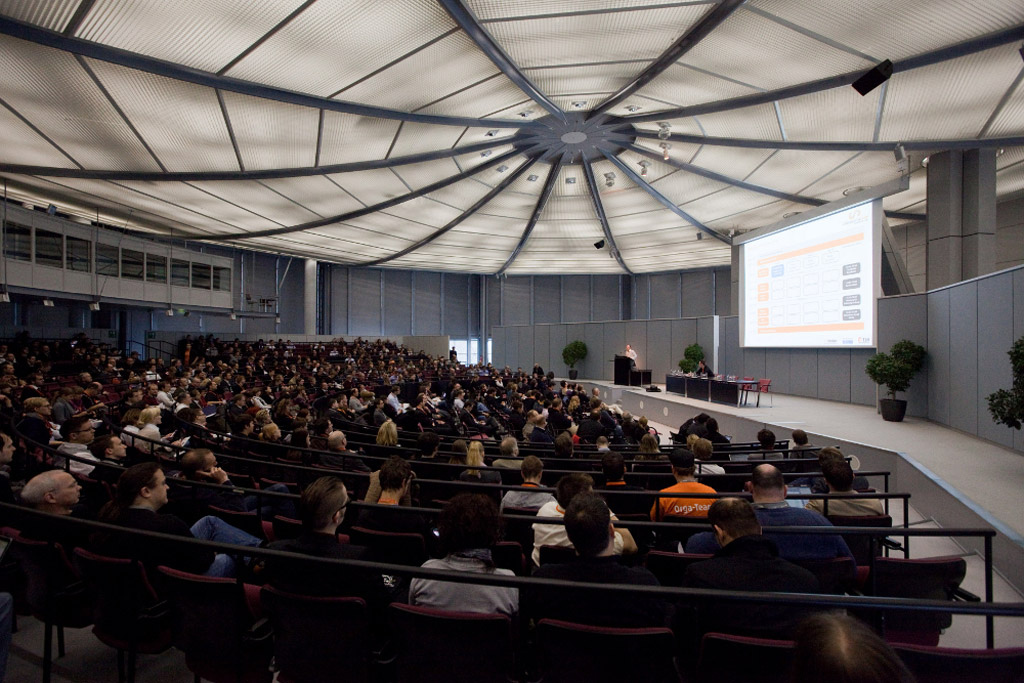
ConventionCamp Hannover (2011)

Das ConventionCamp ist eine Konferenz zu den Themen Digitale Zukunft, soziale Medien und Netzkultur. Da es sich um eine Mischung aus klassischer Tagung mit festem Programm und einer sogenannten Unkonferenz handelt, bevorzugen die Veranstalter jedoch die Eigenbezeichnung Internet(un)Konferenz. Sie findet seit 2008 jährlich auf dem Messegelände Hannover statt und ist nach Besucherzahlen das größte Barcamp im deutschsprachigen Raum.

## Geschichte
Das ConventionCamp wurde im Jahr 2008 durch das t3n Magazin beziehungsweise den Verlag Yeebase Media und die Webagentur w3design ins Leben gerufen. Die erste Veranstaltung fand am 2. Oktober 2008 mit 250 Teilnehmern an der Universität Hannover statt. Dabei standen zunächst Wissensmanagement und Social-Media-Software für Unternehmen im Vordergrund.
Das zweite ConventionCamp fand am 26. November 2009 statt und wurde bereits von rund 1.000 Teilnehmern besucht. Erstmals war das Messegelände Hannover Ausrichtungsort, Schwerpunkt des Programms war der Oberbegriff Web 2.0 und die Auswirkungen politischer Entscheidungen auf dieses.
Im Jahr 2010 wurde das ConventionCamp erstmals mit Unterstützung des Instituts für Marketing und Management der Universität Hannover organisiert, es erreichte 1.300 Teilnehmer. Der thematische Fokus lag erstmals auf der Erforschung der digitalen Zukunft, insbesondere sogenannten Smart Cities. Im Zuge der Veranstaltung wurde erstmals der Deutsche Social Media Preis verliehen.
Am 8. November 2011 wurde das vierte ConventionCamp ausgerichtet. Vor dem Hintergrund von Stuttgart 21 und Occupy Wall Street standen dabei die Schnittstellen zwischen Gesellschaft und dem Internet im Zentrum des Programms. Insgesamt nahmen 1.500 Besucher daran teil. Am Abend wurden an Stelle des Social-Media-Preises die sogenannten t3n Web Awards für die besten deutschen Websites in mehreren Kategorien vergeben.

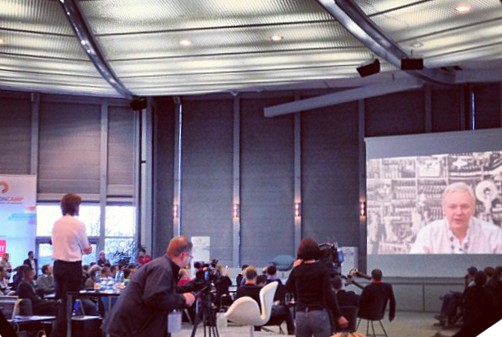
2012 war Julian Assange per Internet der Konferenz zugeschaltet.

Das fünfte ConventionCamp fand am 27. November 2012 statt. Veranstalter sind die Kommunikationsagentur neuwaerts, Aufgesang Public Relation, foresee und das t3n Magazin. Social Business, Smart Life (per definitionem der Veranstalter: Vernetzung aller Bereiche des alltäglichen Lebens) und Media Future stellen die Hauptthemen dar. Als Referenten werden unter vielen anderen der sevenload-Gründer Ibrahim Evsan, die Professorin für Kommunikation- und Medienwissenschaft Beate Schneider sowie der bekannte Techblogger und Netbooknews-Gründer Sascha Pallenberg erwartet. Außerdem wird eine Keynote von Julian Assange per Skype übertragen.
Im Jahr 2012 fand rund um das ConventionCamp die sogenannte Web Week Hannover statt, im Rahmen derer zahlreiche Veranstaltungen zu verwandten Themen durchgeführt wurden. Dazu gehörten auch zahlreiche praxisbezogene Workshops.

## Bedeutung
Erklärtes Ziel des ConventionCamp ist es, Entscheider aus Wirtschaft und Forschung mit Bloggern, Geeks und anderen einflussreichen Aktivisten der Internetszene zusammenzubringen, die vielleicht sonst nicht so einfach miteinander in Austausch treten würden. So sollen neue Ideen für die digitale Zukunft generiert werden. Ein Bestandteil des ConventionCamps ist beispielsweise ein thematisches Speed-Dating, bei dem sich mehrere Personen jeweils in Zweiergruppen und einem kurz gesteckten Zeitrahmen von fünf Minuten ihre Visionen austauschen.
Anstatt des ausschließlichen Angebots von Frontalvorträgen, wie es auf herkömmlichen Konferenzen üblich ist, wird angestrebt, dass Redner und Hörerschaft auf einer Ebene gleichwertig miteinander interagieren. So hat zu Beginn des Events jeder Besucher oder jeder Besucherin 45 Sekunden Zeit, einen eigenen Vorschlag für einen Referatsbeitrag oder Workshop einzureichen, über den alle Teilnehmer abstimmen können. Aus den attraktivsten Angeboten entstehen dann die sogenannten freien Sessions, die neben den vorher bereits feststehenden Experten-Vorträgen 50 Prozent der des ConventionCamp ausmachen.
Mit zuletzt 1.500 Teilnehmern ist das ConventionCamp das derzeit (Stand September 2012) größte Barcamp im deutschsprachigen Raum und nach der re:publica die zweitgrößte Konferenz rund um Internet-Themen in Deutschland. Die auf der Veranstaltung besprochenen Themen erreichen eine breite Rezeption in der Fachpresse, wozu auch die Teilnahme prominenter Referenten beiträgt. So haben sich am ConventionCamp bisher zum Beispiel Markus Beckedahl, Frank Schätzing, Richard Gutjahr, Kai Biermann, Nicholas Carr und Robert Basic als Referenten beteiligt.

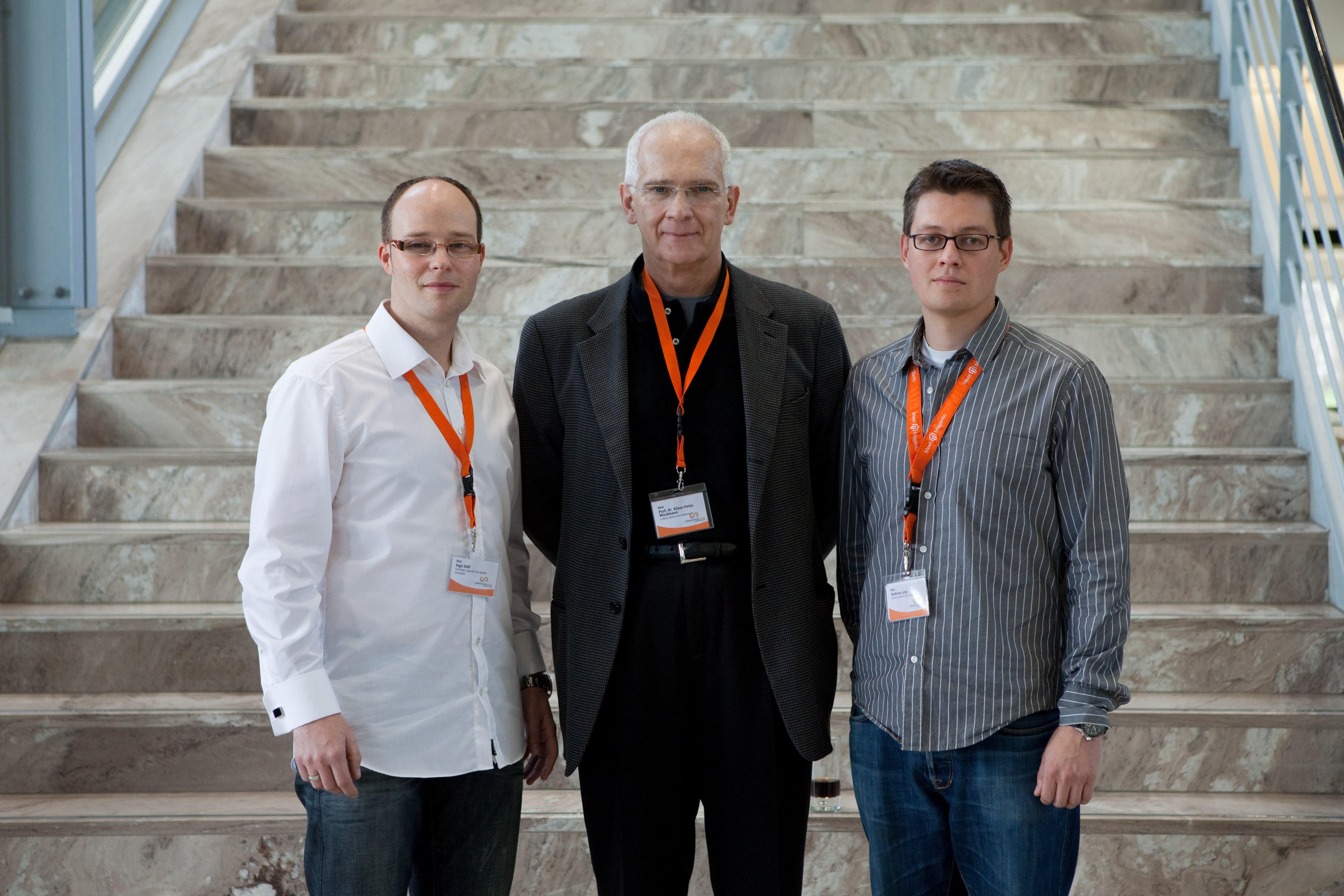
Initiatoren des ConventionCamp 2009: Ingo Stoll, Klaus-Peter Wiedmann und Andreas Lenz (von links)

Die Initiatoren des ConventionCamp 2011 mit dem LIDA Award in der Kategorie Niedersachsen ausgezeichnet. Die Abkürzung LIDA steht für Leader in the Digital Age, Schirmherr des Preises war der niedersächsische Wirtschaftsminister Jörg Bode.